# Sh2-168
Sh2-168 est une nébuleuse en émission visible dans la constellation de Cassiopée.
Elle est située à environ 2° ouest-nord-ouest de la brillante β Cassiopeiae (Caph), qui représente l'extrémité ouest du W de Cassiopée. Elle peut être identifiée avec un télescope puissant équipé de filtres ou sur des photographies à longue exposition à fort grossissement. Sa déclinaison fortement boréale fait qu'il est facilement observable presque exclusivement depuis les régions de l'hémisphère nord, plus la ceinture tropicale de l'hémisphère sud, où, de plus, il est toujours bas sur l'horizon nord. D'une grande partie de l'hémisphère nord, il est plutôt circumpolaire.
C'est une petite région H II d'un diamètre d'environ ∼ 9,5 a.l. (∼ 2,91 pc). Sa distance, égale à environ 3 575 pc (∼11 700 al) la place dans le bras de Persée, l'un des principaux bras spiraux de la Voie lactée, en correspondance avec l'association OB Cassiopeia OB5, qui comprend quelques amas ouverts et des nébuleuses, comme Sh2-172, Sh2-173 et Sh2-177, au contact d'une grande superbulle d'un diamètre de 380 parsecs, provoquée par le vent stellaire des étoiles de grande masse de l'association. L'étoile principale responsable de l'ionisation du gaz de Sh2-168 est cataloguée comme LSI+50°60, une étoile bleue de classe spectrale O9V, située au centre de la nébuleuse de grande masse. La source d'ondes radio observée dans le nuage correspond à l'étoile ionisante elle-même. À une courte distance, en direction du sud-est, on peut observer une nébuleuse très faible, une sorte de halo de même taille apparente que Sh2-168. Il s'agit de Sh2-169, appartenant au même système de nébuleuses, bien que beaucoup sont au premier plan par rapport aux autres nuages.